# 御手洗家、炎上
《御手洗家、炎上》，另譯《火燒御手洗家》，是日本漫畫家創作的漫畫作品，於2017年5月號至2021年6月號在《Kiss》連載，全8卷。故事講述擔任家務助理的村田杏子為了找出13年前釀成火災導致家庭失和的犯人，藉著在御手洗家服務展開調查的經歷。作品後續被改編成網路劇，於2023年7月13日起在Netflix首播。

## 故事概要
- 下述故事劇情以漫畫版為主

故事的背景設定於現代日本，講述環繞著御手洗家族成員的糾葛。故事開始的多年前，本名「御手洗杏子」的村田杏子和擔任御手洗醫院醫生父親御手洗治、母親皐月、妹妹柚子原本過著和諧的生活，皐月還和當時的女性朋友真希子（原名渡真希子）交好，直至13年前御手洗家的住宅發生火災被燒毀，杏子意外在火場看見真希子出現在圍觀群眾當中，這次事件同時導致治選擇和皐月離婚。杏子和柚子跟隨恢復本姓「村田」的皐月生活，將姓氏改為「村田」。治則和真希子再婚，真希子還帶著兩名兒子：長子希一（原名渡希一）和次子真二（原名渡真二）跟著她成為御手洗家的成員。
杏子化名「山內靜香」擔任御手洗家的新任家務助理，表面上為御手洗家料理家務，實則暗地調查13年前造成御手洗家的住宅被燒毀、家族成員分崩離析的火災。她意外的發現兒時單戀對象、同時是父親御手洗治的繼室真希子的長子希一成為隱蔽青年，開始和希一互動試圖理解其中原委，被視為復仇目標的真希子察覺此事解聘，但是杏子向真希子承諾保守希一的秘密，說服真希子再度聘請她為御手洗家服務。真希子對外營造典範主婦模特兒的型像，私底下卻不願主動料理家務，成為真希子聘僱家務助理的起因之一。希一在網路匿名發表真希子的相關情報製造炎上事件，結果被真希子威脅以失敗告終。
杏子在調查過程中，陸續獲得妹妹村田柚子、希一、好友克蕾爾的協助搜集相關情報與深入學習網路運用，不但需要和妹妹照顧因為火災遭受心理創傷住院療養的母親村田皐月，還開始輔導希一接觸外界。柚子為幫助杏子還原真相和讓皐月恢復記憶，親自接觸真希子的次子兼醫學生真二和治，但在過程中因為真希子發現治搜集物證的過程，讓治選擇背叛柚子，導致杏子為此向父親興師問罪。杏子與治經由駐職醫院的護士長市原美津子的敘述，獲知真希子曾教唆美津子監視父女三人的事件，美津子因為受恩於皐月而加入杏子與柚子的陣營。真二的同校女學生葛木七海在網路平台發表真希子的錄音對話，引發炎上事件後被接受真希子指使調查的杏子要求封口。以發現網路用戶「狸」發表曾經參與博客作家「愛麗絲」交流過程的文章為機緣，杏子與柚子姊妹倆從中察覺真希子盜用母親網路身分與火災事件的疑點，加上希一協助設局，揭發真希子背叛陷害皐月的事件。然而治忌憚於真希子以他的事業與名譽作要脅，再度背叛皐月、杏子、柚子替真希子辯護，令皐月與美津子決定聯手發佈真希子的真實生活照片，造成真希子長期對外界營造的積極形象毀於一旦，連御手洗家也因為媒體報導與網路霸凌而徹底崩壞，希一與真二也陸續離家出走。
希一與辭去家務助理職位的杏子相戀，但隨著治報警舉發真希子為13年前的縱火犯，真希子與希一分別向警方自首，被警方指出案件疑點。杏子等人與罪證不足獲得釋放的真希子會談期間，真二向杏子等人坦承自己才是13年前火災事件的真正肇因者，希一則因為真二向警方說明詳情，道出自己試圖為弟弟頂罪的緣由而未被起訴。真相大白後，真二因為事發時未滿法律責任年齡而未被法律追究責任，為了彌補火災事件的過錯選擇留在御手洗家從醫。與治離婚的真希子轉型為影音網紅，準備接走希一，但是希一受杏子鼓舞正式脫離御手洗家，跟著杏子生活和重新適應社會。恢復單身的治轉任別家醫院管理職，向康復出院的皐月求復合被拒，皐月則立定志向前往德國留學；柚子從事人力派遣行業；杏子與克蕾爾共同經營私人定製服公司。在漫畫單行本第8冊補述希一與杏子經由克蕾爾見證登記結婚，全劇終結。

## 角色介紹

#### 村田家
村田杏子（むらた あんず） / 御手洗杏子（みたらい あんず）【舊名】/山內靜香（やまうち しずか）【化名】
本作女主角，皐月與治的長女，柚子的姊姊。故事開始時25歲。為人堅強富韌性，機警且富同理心，精於各類家務。本名為「御手洗杏子」，曾經和家人過著富裕的生活，13年前因為御手洗家發生火災，導致母親皐月和父親治離婚，改從母姓跟著母親和妹妹生活。自兒時便需要配戴眼鏡，成年後改戴隱形眼鏡。兒時曾經對希一抱有好感，與希一的弟弟真二曾經是同班同學。由於杏子曾經在13年前的火災事件發現曾和母親交好的真希子在群眾裡旁觀，為此開始追蹤她的相關情報，以求接近她展開復仇行動。
為了向導致家庭不幸的御手洗家復仇，化名為「山內靜香」，藉著家務助理的職位潛伏在御手洗家調查真相，同步追蹤真希子的社群網站帳號。前期曾因為發現希一成為隱蔽青年被真希子解職，但藉著說服真希子讓她協助家務和同意保守希一的秘密而重新被聘為家務助理，獲得重用升格為真希子的個人經紀人。以擔任希一的網路編輯報導寫手為機緣修習網路知識，輔導希一逐漸適應現實生活的同時互生感情，獲得親友熟識的幫助洗清母親的冤情，向真希子坦承真實身分後正式辭職離開御手洗家。獲知真二當年造成家裡失火的實情，要求對方直接面對因為火災事件造成精神創傷的母親。結局時向真希子坦白自己曾和希一求婚的真相，與希一共同生活，和克蕾爾共同開設私人訂製服公司，擔任輔助工作。在漫畫單行第8冊附錄漫畫經由克蕾爾擔任見證人，與希一登記結婚。
村田皐月（むらた さつき） / 御手洗皐月（みたらい さつき）【舊名】 / 「愛麗絲」【博客暱稱】
御手洗治的前妻，杏子與柚子的母親。外貌美麗但體質虛弱，擅長料理，喜歡古典音樂，是傳授杏子料理技巧的啟蒙人物，同時是網路平台「Wixi」個人博客的作家「愛麗絲」。由於過敏體質的影響，無法食用一般市面販售的咖哩，為此烹煮咖裡都是堅持自選材料。德日混血兒出身，父親是德國人，母親家族在千葉縣生活，雙親離異，有一名兄長與幾位姊姊。過去曾經和真希子是親密的朋友，啟發真希子經營個人網站，但在御手洗家經常被治的姊姊們刁難，還被真希子盜取物件變賣和冒用「愛麗絲」的網路身分。13年前為了幫忙御手洗醫院的護士市原美津子整理醫院倉庫和資料架，臨時在感冒請假的狀態離開住家，待其返家時住宅已經毀於火災，對自己的疏忽造成家裡失火自責不已。與治離婚恢復本姓「村田」，短暫和柚子借住娘家後再度遷出，獨自養育杏子與柚子，同時受火災事件打擊影響罹患解離性失憶症，需要住院療養。
罹患失憶症後一度喪失使用網路的能力，但在偶然借用醫院病患的平板電腦玩遊戲時發現真希子經營的社群網站，重新接觸網路事物，經由御手洗醫院護士長市原美津子的敘述理解火災相關事件與杏子臥底調查的實情，請求美津子保護杏子與柚子。因為杏子、柚子、美津子的幫助逐漸恢復記憶，發現治背叛自己與女兒們替真希子圓謊後，為了報復真希子，遂取用美津子拍攝杏子協助真希子打理家務的照片，盜用真希子的社群網站帳號將照片公諸於世（杏子在照片裡的容貌則用圖案遮蓋），造成真希子名譽掃地，但同時導致治、希一、真二的私人資訊連帶被媒體起底。和真希子相見期間互相坦承彼此的恨意，面對為火災事件前來致歉的真二，表明不會原諒但會見證他的生命歷程，正式走出火災事件的陰影。
結局時已經康復出院，學習運用網路的同時準備前往德國留學，拒絕和治復合，對於真希子仍活躍在社群媒體感到無言。
村田柚子（むらた ゆず） / 御手洗柚子（みたらい ゆず）【舊名】
皐月與治的次女，杏子的妹妹，容貌和年輕時的母親相似。故事開始時是21歲的大學生。兒時和希一、真二關係良好。好奇心強，擅長表達與聆聽，喜歡章魚燒和甜食。料理手藝不佳。其實有不擅應對長輩面談的一面，後來經由真二提點而克服弱點。本名「御手洗柚子」，13年前發生火災當天曾和姊姊在真希子打工的超市採買，因為發燒待在家裡休養期間，意外窺見真希子在家裡行竊（後揭露實為真希子潛入家裡歸還偷竊的衣飾）。父母離婚後，改從母姓和母親、姊姊生活。為了應對母親的解離失憶症狀，經常幫忙照顧住院的母親，和姊姊準備能讓母親想起過往的物件。
因為在杏子追蹤真希子的社群媒體帳號時，道出真希子的誇耀心態與建議姊姊在擅長領域表現實力，成為杏子進一步深入御手洗家調查的關鍵之一。起先杏子顧忌柚子的容貌可能會讓真希子聯想起母親造成復仇計劃失敗，禁止她接觸御手洗家，柚子仍為了幫助姊姊，私底和真二和治接觸取得相關線索，但因為治的事跡敗露和背叛遭真希子恐嚇。投入職場後運用交際技巧累積人脈，從網民提供的線索找出真希子冒用母親身分的事件，為了避免姊姊的復仇計劃受影響，終止自己和真二的感情關係，偕同姊姊和希一合作揭發真希子的罪行。故事最終話暗地將勉勵字條連同食物掛在真二的租屋套房，在真二縱火的真相被週刊報導一年後，從事人才派遣，為當事者介紹工作，支持母親前往德國留學，對於真希子仍活躍在社群媒體感到無言，但同時為杏子的發展感到欣慰。

#### 御手洗家
御手洗治（みたらい おさむ）
村田皐月的前夫，杏子與柚子的父親，同時是希一與真二的繼父。御手洗醫院的內科醫生兼現任院長。個性優柔寡斷，對網路交友抱持保守態度，與皐月結婚期間反對她會見網友。自幼受父母偏愛，在父親過世後成為繼任院長，仰賴三名姊姊們輔助事業。原本和皐月感情良好，因為忙於工作鮮有時間陪伴家庭，同時受制於姊姊們的干預。13年前發生御手洗家火災事件後，相信皐月的清白，直至偕同杏子調閱監視器期間，因為發現穿著皐月衣服的身影出現在鏡頭裡而態度驟變，離開妻女與真希子再婚，聽信真希子讒言對前妻與女兒們不聞不問，實則為自己當年疏忽家庭釀成關係裂痕而懊悔，積極著手改良和拓建醫院設備。與真二的關係趨近於師生，但同時苦於真希子常交際應酬的習慣、希一蝸居在家和自己在家裡定位的問題。
在柚子協助皐月恢復記憶與調查時提供不少幫助，經由柚子的說明理解當年誤會皐月的真相，原有意幫助柚子尋找當年在監視器發現的針織衫，但因為被真希子發現而背叛柚子，導致杏子與柚子將針織衫當線索的計劃以失敗告終。後來在杏子的質問下說出被姊姊們牽制與顧及公眾形象、才沒有在火災事件過後報警的真相，被醫院的護士長市原美津子指責冤枉皐月的行為，加上杏子、希一、美津子、柚子揭發真希子的作為，認清真希子的為人提出在事件落幕後離婚，反遭真希子以提供醫院資金和維持公共形象再度威脅他維持婚姻，再度背叛前妻與女兒們替真希子撒謊掩蓋真相（但在事後為自己的背叛行為表示懊悔），成為皐月與美津子聯手製造炎上風波報復真希子、造成御手洗家崩壞和醫院被迫停業的導火線。
故事後期向警方舉報真希子為當年火災事件的縱火犯。結局時正式與真希子離婚，擔任別家醫院的管理職位，與皐月相談時有意和她復合，但被皐月拒絕。
御手洗真希子（みたらい まきこ） / 渡真希子（わたり まきこ）【舊名】 / 「愛麗絲」【博客暱稱】
本作重要關鍵角色之一，杏子的復仇對象，御手洗治的繼室，希一與真二的母親。對外表現出優雅有禮的態度，其實是典型的自戀型人格障礙，有嚴重的控制心態。本名「渡真希子」，年輕時期個性積極，與前夫生下希一與真二，曾經和兒子們在鄰近三澤野車站地區生活，獨立賺錢維持家庭，受此經驗影響重視金錢。過去和杏子與柚子姊妹倆的母親皐月來往甚密，受其啟蒙開始經營博客，但後來開始忌妒皐月，模仿後者的裝扮和言行舉止，冒用皐月的經歷與「愛麗絲」的身分經營網站和舉辦網友見面會，盜賣皐月的飾品換取金錢償債。13年前為了歸還此前盜取的皐月的衣飾潛入御手洗家，被柚子意外撞見，在準備離開時目擊御手洗家起火，誤將質問火災事件的希一當成縱火犯。此後與治再婚，以御手洗家夫人的身份在社群網站發表成為貴婦後的生活博取人氣，被杏子視為摧毀家庭幸福的罪魁禍首。習慣用言語和行動貶低希一與真二，對真二施加嚴格教育，成為希一和真二渴望脫離她的起因。雖然過著富裕的再婚生活，實則掛念著前夫，為希一成為隱蔽青年、自己常被社區居民與大姑們拿來和皐月作比較而苦惱。
故事開始時是47歲的主婦模特兒，為了維持完美主婦的形象但不願協助家務，聘請杏子擔任家裡的家務助理。起先因為察覺杏子發現希一的存在，為防範希一存在的秘密洩漏將她解雇，但在獨立處理家事時體認精力有限，加上杏子以不洩漏秘密的條件請求再度入職，轉而再度聘雇她協助處理家務，同時因為獲得杏子建議在專題採訪吐露自己曾為單親母親的親身經歷，引起讀者共鳴，體認卸除外在標籤的自由，時常向杏子諮詢進行專訪時的建議和料理作法，甚至將她提拔為個人經紀人。隨著杏子等人展開調查行動，加上葛木七海在社群網站發佈真希子的錄音對話引起炎上事件，要求杏子調查和威脅葛木，但陸續遭昔日在網友見面會遇見的網友「狸」（實為杏子與希一借用「狸」的名義）、皐月和御手洗醫院護士長市原美津子起底過往作為而聲譽盡毀，更被治檢舉為當年火災事件的犯人。為了庇護希一向警方誆稱自己對御手洗家縱火，但因為罪證不足未被起訴。
漫畫最終話與治離婚，開始拍攝網路影片擔任影音網紅賺取收入，委託偵探社尋獲離家的希一，但在試圖威脅希一時，因為杏子現身坦白與希一的關係、希一鼓起勇氣脫離真希子而功敗垂成。後續仍在社群網站活躍和代言美容保養產品。
御手洗希一（みたらい きいち） / 渡希一（わたり きいち）【舊名】
真希子與前夫所生的長子，真二的兄長，杏子兒時的單戀對象。故事開始時28歲。主張「將自己的人生奉獻給別人是不對的」，和真二是家裡知曉真希子真面目的成員。喜歡蕎麥麵，討厭香菜。本名「渡希一」，兒時常隨同母親造訪當時的御手洗家，和柚子關係良好，母親真希子與御手洗治結婚後改從繼父姓氏。原本個性內斂聰明且和藹，深受師長與同學器重，13年前為了補償母親行竊造成皐月的財物損失，隱瞞初中生的身份在加油站打工，於發生火災事件的當晚質問母親相關事件後，發現弟弟的異常言行。高中時期遭受校園欺凌，為求改變自身處境考取帝名大學醫學部，遭人網路起底藉由母親走後門入學而中途退學（實為真希子背著希一賄絡校方），成為足不出戶長達十年的隱蔽青年（真希子對外誆稱在商社任職），被真希子施加精神暴力，連性情也變得孤僻不易近人。熱衷足球和星體相關的事物，能夠迅速答出星星的所屬星座。為了離家自立，憑藉網路廣告的流量賺取收入，極度熟稔網路領域的相關知識，與真希子在網路平台互相鬥爭。
因為杏子在御手洗家以「山田靜香」的身份擔任家務助理、背著真希子造訪希一的房間而重逢。前期對杏子抱持戒心，在發現她的真實身分後，以洩漏身分為要脅命令她聽從自己，指派她擔任自己的網路編輯報導寫手，隨劇情發展逐漸敞開心扉，嘗試走出戶外和料理家務，不但居中幫助杏子調查火災事件的真相，還和她漸生情感。
後期受真希子被皐月與美津子聯手發動炎上事件的影響，再度被報章媒體起底，正視家庭崩壞的局勢離家出走，和辭去家務助理工作的杏子正式交往。一度爲庇護弟弟自願頂罪，但由於真二坦承真相而被警方駁回。故事最終話面臨真希子的情緒勒索時，因為杏子挺身表態會支持他，決意擺脫真希子，坦承自己和杏子的戀情，與後者共同生活的同時成功適應社會。在漫畫單行本第8冊附錄漫畫經由克蕾爾擔任見證人，與杏子登記結婚。
御手洗真二（みたらい しんじ） / 渡真二（わたり しんじ）【舊名】
真希子與前夫所生的次子，希一的弟弟。個性友善認真，喜歡番茄、玉米、香菜，討厭生洋蔥與真希子製作的咖哩。雖然很有異性緣，但由於對情感過於遲鈍而經常導致戀愛沒有下文。本名「渡真二」，是杏子兒時的同班同學，兒時熱衷電玩且曾經對杏子有好感，與柚子關係良好，因為做事容易拖泥帶水而成為同學的笑柄，常隨同母親造訪當時的御手洗家，將皐月視為少數相處自在的人，母親真希子與御手洗治結婚後改從繼父姓氏。真希子評論他「卑微、狡猾、容易羨慕他人，猶如兒時的自己」，為要求真二更加強大，對他施予嚴格教育，希一則將他評為「認真努力，能承受高強度學習」。對真希子的虛偽自戀感到窒息且渴望擺脫她。
其實是釀成13年前御手洗家火災事件的真正肇因者，13年前（12歲時）待在御手洗家休息期間，因為準備品嚐皋月放在瓦斯爐上的咖哩，不慎碰到爐火開關造成御手洗家失火，在未撲滅火勢的情況披著皋月的針織裝逃離現場時，被監視器錄下當時的衣裝，對自己造成御手洗家的損失無法忘懷。兒時與希一親近，但在成年後兄弟關係疏遠。
故事開始時是25歲的帝名大學醫學部醫學生，因為柚子的計劃安排與對方重逢，向柚子吐露御手洗家的深度情報，逐漸對柚子產生情愫，對於繼承御手洗醫院一事猶豫不決。隨劇情發展，發現柚子調查火災事件與杏子化名在家裡幫傭的隱情，在真希子被揭發詐騙行為後，連同家人被起底個人資訊而休學。原本因為真希子與希一頂罪而沒有說出真相，但後來正視自己的過往，分別向杏子等人與警方坦承自己是火災事件的肇因者，雖然因為事發時未滿14歲不俱備刑事能力而不會被法律追究責任，仍因為事件被報導在週刊雜誌受到大眾異樣眼光和排斥。故事最終話選擇留在御手洗家，為了贖罪立定志向繼承御手洗醫院，進入醫院擔任實習醫生，主張讓醫院盡快恢復營業。

#### 朋友與熟識相關
克蕾爾（クレア）【暱稱】 / 山內靜香（やまうち しずか）
杏子的好友，平常是在家工作的服裝設計師，以承接顧客的委託客製衣裝作為主要收入。精通時尚、網路、情報相關技術，因為討厭陽光，鮮少離開住處。本名「山內靜香」，千葉縣出身，初中二年級時因為和同班的杏子無法融入班級環境，以此機緣開始往來，學生時期的清瘦外型與現今的矮胖身材成為對比。利用自身知識與技術，幫助杏子與柚子向御手洗家復仇的關鍵角色，結局時決定和杏子共同開設私人訂製服公司。在漫畫單行本第8冊附錄漫畫擔任希一與杏子的登記結婚見證者。
市原美津子（いちはら みつこ）
御手洗醫院的資深護士長，在職15年。與杏子和柚子有過幾面之緣，將皐月視為恩人，負責安排治的日常工作行程。13年前御手洗家發生火災當天，因為不慎弄翻醫院倉庫的病例架，偕同獲知此事趕來醫院的皐月收拾倉庫到傍晚為止，對當年的火災事件抱持質疑態度，於2年前接受真希子的指示監視治兼回收錄音檔案。曾經在柚子拜訪治的期間，目擊柚子離開存放13年前火災事件的SD資訊卡的病患檔案室，受真希子收買阻止杏子與柚子調查火災的真相。後來向皐月告知調查的相關事項，接受皐月的委託暗地守護杏子與柚子，在杏子和治對峙時切斷竊聽器電源，向父女倆坦承真希子指示她監視的舉動，轉而幫助杏子檢視當年的監視器影像兼還原真相，被真希子發現其幫助杏子與柚子的作為。
杏子、希一、柚子聯合揭發真希子冒用「愛麗絲」（皐月）身分和盜竊御手洗家財物，治再度背叛皐月、杏子、柚子後，暗中將此前拍攝杏子在御手洗家臥底的照片分享給皐月，由皐月盜用真希子的社群網站帳號公開照片，造成真希子再度成為網路用戶的炎上目標，表明自己不再協助真希子的立場。後期接受杏子的指示，將真二載往皐月居住的醫院，讓真二直接面對皐月。
小林
真二在醫學系的同學兼好友，十分關照真二，多度提醒他應學習適度放鬆。經常吐槽真二在兩性互動方面的遲鈍。在真二離家出走期間，讓真二借住在自己的租屋處。真二向杏子等人坦承火災事件的真相後，向柚子透露真二的近況。
葛木七海（かつらぎ ななみ） /「小天使」【網路匿名】
真二同校的教育學部女學生，外型清純，是真二學校裡的校花候選人，其實擁有和真希子相仿的企圖心，還有重視金錢與為達目的不擇手段的思維。千葉縣出身，以「小天使」的網名在社群平台活動，憑藉著和多名企業家交往取得金援，看中醫生的高收入，立志和醫生結婚。曾經受真二委託調查「山內靜香」（杏子）的相關情報。前期對真二有好感，偶然留意到網路記載真希子真面目的報導文章、被真希子發現與真二來往的事跡後，察覺真希子的真面目，嘲諷真希子的虛偽和控制欲，加上被真希子威脅離開真二和抓傷臉頰羞辱，暗地將真希子的對話錄音發布在社群平台，導致真希子遭網民炎上。
在杏子接受真希子指示讓葛木封口，以掌握葛木和已婚企業家有染為把柄威脅她刪除文章時，當面辱罵杏子和真希子的作為便自行離去，一度成為被網民炎上的目標。真希子遭皐月與美津子聯手報復發動炎上事件後，此前發布真希子的錄音再次被重新檢視。後期和醫學系六年級的船井前輩交往。
中村
希一的高中同學。喜歡散播他人八卦。
野本耕一郎（のもと こうたろう）
希一的高中同學，加油站的店長。過去在真希子再婚後，夥同同學們背叛希一，將其手機號碼透漏給高年級生，漠視他被高年級勒索欺負。偶遇外出的希一和杏子，詢問近況期間透露希一的往事，被希一指責當年高中時期背叛他的事實，轉而告知當年真希子出錢讓同學們疏遠真一的真相，為自己當年造成希一的困境致歉。
小菅奶奶（こすげ）
在三澤野地區居住的老婦人，曾經是真希子、希一、真二的鄰居。有囤積物品的習慣，希望開設二手商店。後來希一用先前使用的個人筆記電腦，換取當年被她收走的舊筆記電腦。

#### 其他角色
「年糕媽媽」【網路匿名】
本名不詳的中年女子，過去曾經是「Wixi」網站平台作家「愛麗絲」的粉絲，但因為過度追究「愛麗絲」的底細，被冒充「愛麗絲」的真希子退出網路社群。在柚子利用真希子以「愛麗絲」名義撰寫的博客約談相關讀者時，為柚子提供相關資訊。
「狸」（ムジナ）【網路匿名】/ 錦貫（わたぬき）
現年53歲的單身女性，為人善良，老家過去經營不動產生意。真正的姓氏是「錦貫」。年輕時期以「狸」的網名在網路平台活動，因為當時背負債務，寄情於「愛麗絲」（皐月）的個人網站內容，成為她的忠實讀者。曾經參與真希子冒充「愛麗絲」舉辦的網友見面會，暗中拍下聚會照片，和真希子互動的過程中察覺後者並非真正的「愛麗絲」，意外看見了真希子的相關證件。對自己讓「愛麗絲」停止活動表示自責。
獨自照顧病倒的雙親，過著不上網不看電視的生活，對真希子成名一事不知情。後由於杏子為調查真相委託希一透過網路尋獲她的下落，遂向登門拜訪她的杏子說明有關「愛麗絲」（皐月）和真希子的事件，杏子轉而請希一冒用「狸」的名義製作網站發表與兩名「愛麗絲」的互動過程和事件考據文章，製造假炎上現象引誘真希子展開行動，成為柚子、克蕾爾、杏子還原真相的關鍵之一。
真人戲劇版第七話的現實名字為「綿貫君代」。

## 出版書籍
| 卷數 | 講談社         | 講談社                 | 東立出版社    | 東立出版社             | 封面人物     |
| 卷數 | 發售日期       | ISBN                   | 發售日期      | ISBN                   | 封面人物     |
| ---- | -------------- | ---------------------- | ------------- | ---------------------- | ------------ |
| 1    | 2017年12月13日 | ISBN 978-4-06-398033-2 | 2023年9月1日  | ISBN 978-626-347-242-6 | 村田杏子     |
| 2    | 2018年3月13日  | ISBN 978-4-06-511121-5 | 2025年6月30日 | ISBN 978-626-02-0862-2 | 村田柚子     |
| 3    | 2018年9月13日  | ISBN 978-4-06-512958-6 |               |                        | 御手洗希一   |
| 4    | 2019年3月13日  | ISBN 978-4-06-514796-2 |               |                        | 御手洗真二   |
| 5    | 2019年9月13日  | ISBN 978-4-06-517045-8 |               |                        | 御手洗真希子 |
| 6    | 2020年3月13日  | ISBN 978-4-06-519004-3 |               |                        | 葛木七海     |
| 7    | 2020年12月11日 | ISBN 978-4-06-521402-2 |               |                        | 村田皐月     |
| 8    | 2021年6月11日  | ISBN 978-4-06-522427-4 |               |                        | 村田杏子     |

## 網路劇
改編網路劇於2023年7月13日起在Netflix首播，由永野芽郁主演。

### 登場人物
- 村田杏子：永野芽郁[30]

派遣到御手洗家的家政婦。
- 御手洗真希子：鈴木京香[30]

御手洗家繼室。
- 御手洗希一：工藤阿須加[31]

御手洗家長男。
- 御手洗真二：中川大志[31]

御手洗家次男。醫學生。
- 村田柚子：恒松祐里[31]

杏子的妹妹。
- Claire：北乃綺[31]

杏子的好友，幫助她潛入御手洗家。
- 村田皐月：吉瀨美智子[31]

杏子的母親。因13年前的大火身心受創。
- 御手洗治：及川光博[31]

杏子・柚子的親生父親。真希子的再婚對象。
- 市原美津子：濱田麻里

御手洗病院的護士長。
- 葛木七海：小西櫻子

帝明大學教育學部学生。

### 製作團隊
- 原作：《御手洗家、炎上》（講談社『Kiss KC』刊載）
- 劇本：金子亞里沙
- 配樂：小林武史
- 主題曲：Vaundy[32]
- 導演：平川雄一朗、神德幸治
- 執行製作人：高橋信一
- 製作人：春名慶、内山雅博、小林美穗
- 制作公司：Office Crescendo
- 企劃・製作：Netflix

## 備註
1. ↑  包含兩話單行本附錄番外漫畫、一個新年特別篇和作者發表在推特的番外篇
2. ↑  漫畫第30話，真希子指出杏子與柚子姊妹在火災當天曾光顧她當時打工的超市，但由於聲稱姊妹倆有購買咖裡塊，被柚子、真二、治察覺真希子的證詞有異[5]。
3. ↑  在漫畫第32話，被皐月指出社群網站帳號密碼仍設定為與前夫的結婚紀念日[9]
4. ↑  杏子抵達御手洗家幫忙家務初期，曾將待在家裡繭居的希一誤認成真二，憑藉童年記憶裡希一和真二的飲食喜好為其製作料理，發現參有香菜口味的三明治沒有被吃完後，才認出希一的身分[15]。
5. ↑  由於兒時的杏子時常在希一、真二前來作客期間，待在房間寫補習班作業，因此當時的杏子鮮少和希一有所交流[15]。後來杏子為了讓自己和希一有更多話題，才接觸希一熱衷的天文領域知識。

## 外部連結
- 漫畫官方網站 （日語）
- 在Netflix上觀看《火燒御手洗家》（Netflix真人改編戲劇版網站）